# Хіскота тема
Те́ма Хі́скота — тема в шаховій композиції. Суть теми — вступним ходом білі зв'язують свою лінійну фігуру і створюється загроза мату ходом цієї фігури по лінії зв'язки, а в захистах чорні опосередковано (непрямо) розв'язують цю фігуру.

## Історія
Цю ідею запропонував в 1916 році англійський шаховий композитор Годфрі Хіскот (20.07.1870 — 24.04.1952).
Білі роблять парадоксальний вступний хід — зв'язують свою лінійну фігуру і виникає загроза мату цією фігурою ходом по лінії зв'язки. Чорні в захистах від цієї загрози непрямо (опосередковано) розв'язують білу фігуру і створюють додаткові послаблення в своїй позиції, що й використовують білі — оголошують розв'язаною фігурою інший мат.
Ідея дістала назву — тема Хіскота.
|   | a | b | c | d | e | f | g | h |   |
| 8 | a8 біла тура · f8 чорний слон · d7 чорний пішак · a5 чорний ферзь · b5 білий кінь · d5 білий ферзь · f5 білий король · a4 чорний король · d4 чорний пішак · b3 чорний кінь · d3 чорний кінь · f3 чорний пішак · c2 білий кінь · b1 чорна тура | a8 біла тура · f8 чорний слон · d7 чорний пішак · a5 чорний ферзь · b5 білий кінь · d5 білий ферзь · f5 білий король · a4 чорний король · d4 чорний пішак · b3 чорний кінь · d3 чорний кінь · f3 чорний пішак · c2 білий кінь · b1 чорна тура | a8 біла тура · f8 чорний слон · d7 чорний пішак · a5 чорний ферзь · b5 білий кінь · d5 білий ферзь · f5 білий король · a4 чорний король · d4 чорний пішак · b3 чорний кінь · d3 чорний кінь · f3 чорний пішак · c2 білий кінь · b1 чорна тура | a8 біла тура · f8 чорний слон · d7 чорний пішак · a5 чорний ферзь · b5 білий кінь · d5 білий ферзь · f5 білий король · a4 чорний король · d4 чорний пішак · b3 чорний кінь · d3 чорний кінь · f3 чорний пішак · c2 білий кінь · b1 чорна тура | a8 біла тура · f8 чорний слон · d7 чорний пішак · a5 чорний ферзь · b5 білий кінь · d5 білий ферзь · f5 білий король · a4 чорний король · d4 чорний пішак · b3 чорний кінь · d3 чорний кінь · f3 чорний пішак · c2 білий кінь · b1 чорна тура | a8 біла тура · f8 чорний слон · d7 чорний пішак · a5 чорний ферзь · b5 білий кінь · d5 білий ферзь · f5 білий король · a4 чорний король · d4 чорний пішак · b3 чорний кінь · d3 чорний кінь · f3 чорний пішак · c2 білий кінь · b1 чорна тура | a8 біла тура · f8 чорний слон · d7 чорний пішак · a5 чорний ферзь · b5 білий кінь · d5 білий ферзь · f5 білий король · a4 чорний король · d4 чорний пішак · b3 чорний кінь · d3 чорний кінь · f3 чорний пішак · c2 білий кінь · b1 чорна тура | a8 біла тура · f8 чорний слон · d7 чорний пішак · a5 чорний ферзь · b5 білий кінь · d5 білий ферзь · f5 білий король · a4 чорний король · d4 чорний пішак · b3 чорний кінь · d3 чорний кінь · f3 чорний пішак · c2 білий кінь · b1 чорна тура | 8 |
| 7 | a8 біла тура · f8 чорний слон · d7 чорний пішак · a5 чорний ферзь · b5 білий кінь · d5 білий ферзь · f5 білий король · a4 чорний король · d4 чорний пішак · b3 чорний кінь · d3 чорний кінь · f3 чорний пішак · c2 білий кінь · b1 чорна тура | a8 біла тура · f8 чорний слон · d7 чорний пішак · a5 чорний ферзь · b5 білий кінь · d5 білий ферзь · f5 білий король · a4 чорний король · d4 чорний пішак · b3 чорний кінь · d3 чорний кінь · f3 чорний пішак · c2 білий кінь · b1 чорна тура | a8 біла тура · f8 чорний слон · d7 чорний пішак · a5 чорний ферзь · b5 білий кінь · d5 білий ферзь · f5 білий король · a4 чорний король · d4 чорний пішак · b3 чорний кінь · d3 чорний кінь · f3 чорний пішак · c2 білий кінь · b1 чорна тура | a8 біла тура · f8 чорний слон · d7 чорний пішак · a5 чорний ферзь · b5 білий кінь · d5 білий ферзь · f5 білий король · a4 чорний король · d4 чорний пішак · b3 чорний кінь · d3 чорний кінь · f3 чорний пішак · c2 білий кінь · b1 чорна тура | a8 біла тура · f8 чорний слон · d7 чорний пішак · a5 чорний ферзь · b5 білий кінь · d5 білий ферзь · f5 білий король · a4 чорний король · d4 чорний пішак · b3 чорний кінь · d3 чорний кінь · f3 чорний пішак · c2 білий кінь · b1 чорна тура | a8 біла тура · f8 чорний слон · d7 чорний пішак · a5 чорний ферзь · b5 білий кінь · d5 білий ферзь · f5 білий король · a4 чорний король · d4 чорний пішак · b3 чорний кінь · d3 чорний кінь · f3 чорний пішак · c2 білий кінь · b1 чорна тура | a8 біла тура · f8 чорний слон · d7 чорний пішак · a5 чорний ферзь · b5 білий кінь · d5 білий ферзь · f5 білий король · a4 чорний король · d4 чорний пішак · b3 чорний кінь · d3 чорний кінь · f3 чорний пішак · c2 білий кінь · b1 чорна тура | a8 біла тура · f8 чорний слон · d7 чорний пішак · a5 чорний ферзь · b5 білий кінь · d5 білий ферзь · f5 білий король · a4 чорний король · d4 чорний пішак · b3 чорний кінь · d3 чорний кінь · f3 чорний пішак · c2 білий кінь · b1 чорна тура | 7 |
| 6 | a8 біла тура · f8 чорний слон · d7 чорний пішак · a5 чорний ферзь · b5 білий кінь · d5 білий ферзь · f5 білий король · a4 чорний король · d4 чорний пішак · b3 чорний кінь · d3 чорний кінь · f3 чорний пішак · c2 білий кінь · b1 чорна тура | a8 біла тура · f8 чорний слон · d7 чорний пішак · a5 чорний ферзь · b5 білий кінь · d5 білий ферзь · f5 білий король · a4 чорний король · d4 чорний пішак · b3 чорний кінь · d3 чорний кінь · f3 чорний пішак · c2 білий кінь · b1 чорна тура | a8 біла тура · f8 чорний слон · d7 чорний пішак · a5 чорний ферзь · b5 білий кінь · d5 білий ферзь · f5 білий король · a4 чорний король · d4 чорний пішак · b3 чорний кінь · d3 чорний кінь · f3 чорний пішак · c2 білий кінь · b1 чорна тура | a8 біла тура · f8 чорний слон · d7 чорний пішак · a5 чорний ферзь · b5 білий кінь · d5 білий ферзь · f5 білий король · a4 чорний король · d4 чорний пішак · b3 чорний кінь · d3 чорний кінь · f3 чорний пішак · c2 білий кінь · b1 чорна тура | a8 біла тура · f8 чорний слон · d7 чорний пішак · a5 чорний ферзь · b5 білий кінь · d5 білий ферзь · f5 білий король · a4 чорний король · d4 чорний пішак · b3 чорний кінь · d3 чорний кінь · f3 чорний пішак · c2 білий кінь · b1 чорна тура | a8 біла тура · f8 чорний слон · d7 чорний пішак · a5 чорний ферзь · b5 білий кінь · d5 білий ферзь · f5 білий король · a4 чорний король · d4 чорний пішак · b3 чорний кінь · d3 чорний кінь · f3 чорний пішак · c2 білий кінь · b1 чорна тура | a8 біла тура · f8 чорний слон · d7 чорний пішак · a5 чорний ферзь · b5 білий кінь · d5 білий ферзь · f5 білий король · a4 чорний король · d4 чорний пішак · b3 чорний кінь · d3 чорний кінь · f3 чорний пішак · c2 білий кінь · b1 чорна тура | a8 біла тура · f8 чорний слон · d7 чорний пішак · a5 чорний ферзь · b5 білий кінь · d5 білий ферзь · f5 білий король · a4 чорний король · d4 чорний пішак · b3 чорний кінь · d3 чорний кінь · f3 чорний пішак · c2 білий кінь · b1 чорна тура | 6 |
| 5 | a8 біла тура · f8 чорний слон · d7 чорний пішак · a5 чорний ферзь · b5 білий кінь · d5 білий ферзь · f5 білий король · a4 чорний король · d4 чорний пішак · b3 чорний кінь · d3 чорний кінь · f3 чорний пішак · c2 білий кінь · b1 чорна тура | a8 біла тура · f8 чорний слон · d7 чорний пішак · a5 чорний ферзь · b5 білий кінь · d5 білий ферзь · f5 білий король · a4 чорний король · d4 чорний пішак · b3 чорний кінь · d3 чорний кінь · f3 чорний пішак · c2 білий кінь · b1 чорна тура | a8 біла тура · f8 чорний слон · d7 чорний пішак · a5 чорний ферзь · b5 білий кінь · d5 білий ферзь · f5 білий король · a4 чорний король · d4 чорний пішак · b3 чорний кінь · d3 чорний кінь · f3 чорний пішак · c2 білий кінь · b1 чорна тура | a8 біла тура · f8 чорний слон · d7 чорний пішак · a5 чорний ферзь · b5 білий кінь · d5 білий ферзь · f5 білий король · a4 чорний король · d4 чорний пішак · b3 чорний кінь · d3 чорний кінь · f3 чорний пішак · c2 білий кінь · b1 чорна тура | a8 біла тура · f8 чорний слон · d7 чорний пішак · a5 чорний ферзь · b5 білий кінь · d5 білий ферзь · f5 білий король · a4 чорний король · d4 чорний пішак · b3 чорний кінь · d3 чорний кінь · f3 чорний пішак · c2 білий кінь · b1 чорна тура | a8 біла тура · f8 чорний слон · d7 чорний пішак · a5 чорний ферзь · b5 білий кінь · d5 білий ферзь · f5 білий король · a4 чорний король · d4 чорний пішак · b3 чорний кінь · d3 чорний кінь · f3 чорний пішак · c2 білий кінь · b1 чорна тура | a8 біла тура · f8 чорний слон · d7 чорний пішак · a5 чорний ферзь · b5 білий кінь · d5 білий ферзь · f5 білий король · a4 чорний король · d4 чорний пішак · b3 чорний кінь · d3 чорний кінь · f3 чорний пішак · c2 білий кінь · b1 чорна тура | a8 біла тура · f8 чорний слон · d7 чорний пішак · a5 чорний ферзь · b5 білий кінь · d5 білий ферзь · f5 білий король · a4 чорний король · d4 чорний пішак · b3 чорний кінь · d3 чорний кінь · f3 чорний пішак · c2 білий кінь · b1 чорна тура | 5 |
| 4 | a8 біла тура · f8 чорний слон · d7 чорний пішак · a5 чорний ферзь · b5 білий кінь · d5 білий ферзь · f5 білий король · a4 чорний король · d4 чорний пішак · b3 чорний кінь · d3 чорний кінь · f3 чорний пішак · c2 білий кінь · b1 чорна тура | a8 біла тура · f8 чорний слон · d7 чорний пішак · a5 чорний ферзь · b5 білий кінь · d5 білий ферзь · f5 білий король · a4 чорний король · d4 чорний пішак · b3 чорний кінь · d3 чорний кінь · f3 чорний пішак · c2 білий кінь · b1 чорна тура | a8 біла тура · f8 чорний слон · d7 чорний пішак · a5 чорний ферзь · b5 білий кінь · d5 білий ферзь · f5 білий король · a4 чорний король · d4 чорний пішак · b3 чорний кінь · d3 чорний кінь · f3 чорний пішак · c2 білий кінь · b1 чорна тура | a8 біла тура · f8 чорний слон · d7 чорний пішак · a5 чорний ферзь · b5 білий кінь · d5 білий ферзь · f5 білий король · a4 чорний король · d4 чорний пішак · b3 чорний кінь · d3 чорний кінь · f3 чорний пішак · c2 білий кінь · b1 чорна тура | a8 біла тура · f8 чорний слон · d7 чорний пішак · a5 чорний ферзь · b5 білий кінь · d5 білий ферзь · f5 білий король · a4 чорний король · d4 чорний пішак · b3 чорний кінь · d3 чорний кінь · f3 чорний пішак · c2 білий кінь · b1 чорна тура | a8 біла тура · f8 чорний слон · d7 чорний пішак · a5 чорний ферзь · b5 білий кінь · d5 білий ферзь · f5 білий король · a4 чорний король · d4 чорний пішак · b3 чорний кінь · d3 чорний кінь · f3 чорний пішак · c2 білий кінь · b1 чорна тура | a8 біла тура · f8 чорний слон · d7 чорний пішак · a5 чорний ферзь · b5 білий кінь · d5 білий ферзь · f5 білий король · a4 чорний король · d4 чорний пішак · b3 чорний кінь · d3 чорний кінь · f3 чорний пішак · c2 білий кінь · b1 чорна тура | a8 біла тура · f8 чорний слон · d7 чорний пішак · a5 чорний ферзь · b5 білий кінь · d5 білий ферзь · f5 білий король · a4 чорний король · d4 чорний пішак · b3 чорний кінь · d3 чорний кінь · f3 чорний пішак · c2 білий кінь · b1 чорна тура | 4 |
| 3 | a8 біла тура · f8 чорний слон · d7 чорний пішак · a5 чорний ферзь · b5 білий кінь · d5 білий ферзь · f5 білий король · a4 чорний король · d4 чорний пішак · b3 чорний кінь · d3 чорний кінь · f3 чорний пішак · c2 білий кінь · b1 чорна тура | a8 біла тура · f8 чорний слон · d7 чорний пішак · a5 чорний ферзь · b5 білий кінь · d5 білий ферзь · f5 білий король · a4 чорний король · d4 чорний пішак · b3 чорний кінь · d3 чорний кінь · f3 чорний пішак · c2 білий кінь · b1 чорна тура | a8 біла тура · f8 чорний слон · d7 чорний пішак · a5 чорний ферзь · b5 білий кінь · d5 білий ферзь · f5 білий король · a4 чорний король · d4 чорний пішак · b3 чорний кінь · d3 чорний кінь · f3 чорний пішак · c2 білий кінь · b1 чорна тура | a8 біла тура · f8 чорний слон · d7 чорний пішак · a5 чорний ферзь · b5 білий кінь · d5 білий ферзь · f5 білий король · a4 чорний король · d4 чорний пішак · b3 чорний кінь · d3 чорний кінь · f3 чорний пішак · c2 білий кінь · b1 чорна тура | a8 біла тура · f8 чорний слон · d7 чорний пішак · a5 чорний ферзь · b5 білий кінь · d5 білий ферзь · f5 білий король · a4 чорний король · d4 чорний пішак · b3 чорний кінь · d3 чорний кінь · f3 чорний пішак · c2 білий кінь · b1 чорна тура | a8 біла тура · f8 чорний слон · d7 чорний пішак · a5 чорний ферзь · b5 білий кінь · d5 білий ферзь · f5 білий король · a4 чорний король · d4 чорний пішак · b3 чорний кінь · d3 чорний кінь · f3 чорний пішак · c2 білий кінь · b1 чорна тура | a8 біла тура · f8 чорний слон · d7 чорний пішак · a5 чорний ферзь · b5 білий кінь · d5 білий ферзь · f5 білий король · a4 чорний король · d4 чорний пішак · b3 чорний кінь · d3 чорний кінь · f3 чорний пішак · c2 білий кінь · b1 чорна тура | a8 біла тура · f8 чорний слон · d7 чорний пішак · a5 чорний ферзь · b5 білий кінь · d5 білий ферзь · f5 білий король · a4 чорний король · d4 чорний пішак · b3 чорний кінь · d3 чорний кінь · f3 чорний пішак · c2 білий кінь · b1 чорна тура | 3 |
| 2 | a8 біла тура · f8 чорний слон · d7 чорний пішак · a5 чорний ферзь · b5 білий кінь · d5 білий ферзь · f5 білий король · a4 чорний король · d4 чорний пішак · b3 чорний кінь · d3 чорний кінь · f3 чорний пішак · c2 білий кінь · b1 чорна тура | a8 біла тура · f8 чорний слон · d7 чорний пішак · a5 чорний ферзь · b5 білий кінь · d5 білий ферзь · f5 білий король · a4 чорний король · d4 чорний пішак · b3 чорний кінь · d3 чорний кінь · f3 чорний пішак · c2 білий кінь · b1 чорна тура | a8 біла тура · f8 чорний слон · d7 чорний пішак · a5 чорний ферзь · b5 білий кінь · d5 білий ферзь · f5 білий король · a4 чорний король · d4 чорний пішак · b3 чорний кінь · d3 чорний кінь · f3 чорний пішак · c2 білий кінь · b1 чорна тура | a8 біла тура · f8 чорний слон · d7 чорний пішак · a5 чорний ферзь · b5 білий кінь · d5 білий ферзь · f5 білий король · a4 чорний король · d4 чорний пішак · b3 чорний кінь · d3 чорний кінь · f3 чорний пішак · c2 білий кінь · b1 чорна тура | a8 біла тура · f8 чорний слон · d7 чорний пішак · a5 чорний ферзь · b5 білий кінь · d5 білий ферзь · f5 білий король · a4 чорний король · d4 чорний пішак · b3 чорний кінь · d3 чорний кінь · f3 чорний пішак · c2 білий кінь · b1 чорна тура | a8 біла тура · f8 чорний слон · d7 чорний пішак · a5 чорний ферзь · b5 білий кінь · d5 білий ферзь · f5 білий король · a4 чорний король · d4 чорний пішак · b3 чорний кінь · d3 чорний кінь · f3 чорний пішак · c2 білий кінь · b1 чорна тура | a8 біла тура · f8 чорний слон · d7 чорний пішак · a5 чорний ферзь · b5 білий кінь · d5 білий ферзь · f5 білий король · a4 чорний король · d4 чорний пішак · b3 чорний кінь · d3 чорний кінь · f3 чорний пішак · c2 білий кінь · b1 чорна тура | a8 біла тура · f8 чорний слон · d7 чорний пішак · a5 чорний ферзь · b5 білий кінь · d5 білий ферзь · f5 білий король · a4 чорний король · d4 чорний пішак · b3 чорний кінь · d3 чорний кінь · f3 чорний пішак · c2 білий кінь · b1 чорна тура | 2 |
| 1 | a8 біла тура · f8 чорний слон · d7 чорний пішак · a5 чорний ферзь · b5 білий кінь · d5 білий ферзь · f5 білий король · a4 чорний король · d4 чорний пішак · b3 чорний кінь · d3 чорний кінь · f3 чорний пішак · c2 білий кінь · b1 чорна тура | a8 біла тура · f8 чорний слон · d7 чорний пішак · a5 чорний ферзь · b5 білий кінь · d5 білий ферзь · f5 білий король · a4 чорний король · d4 чорний пішак · b3 чорний кінь · d3 чорний кінь · f3 чорний пішак · c2 білий кінь · b1 чорна тура | a8 біла тура · f8 чорний слон · d7 чорний пішак · a5 чорний ферзь · b5 білий кінь · d5 білий ферзь · f5 білий король · a4 чорний король · d4 чорний пішак · b3 чорний кінь · d3 чорний кінь · f3 чорний пішак · c2 білий кінь · b1 чорна тура | a8 біла тура · f8 чорний слон · d7 чорний пішак · a5 чорний ферзь · b5 білий кінь · d5 білий ферзь · f5 білий король · a4 чорний король · d4 чорний пішак · b3 чорний кінь · d3 чорний кінь · f3 чорний пішак · c2 білий кінь · b1 чорна тура | a8 біла тура · f8 чорний слон · d7 чорний пішак · a5 чорний ферзь · b5 білий кінь · d5 білий ферзь · f5 білий король · a4 чорний король · d4 чорний пішак · b3 чорний кінь · d3 чорний кінь · f3 чорний пішак · c2 білий кінь · b1 чорна тура | a8 біла тура · f8 чорний слон · d7 чорний пішак · a5 чорний ферзь · b5 білий кінь · d5 білий ферзь · f5 білий король · a4 чорний король · d4 чорний пішак · b3 чорний кінь · d3 чорний кінь · f3 чорний пішак · c2 білий кінь · b1 чорна тура | a8 біла тура · f8 чорний слон · d7 чорний пішак · a5 чорний ферзь · b5 білий кінь · d5 білий ферзь · f5 білий король · a4 чорний король · d4 чорний пішак · b3 чорний кінь · d3 чорний кінь · f3 чорний пішак · c2 білий кінь · b1 чорна тура | a8 біла тура · f8 чорний слон · d7 чорний пішак · a5 чорний ферзь · b5 білий кінь · d5 білий ферзь · f5 білий король · a4 чорний король · d4 чорний пішак · b3 чорний кінь · d3 чорний кінь · f3 чорний пішак · c2 білий кінь · b1 чорна тура | 1 |
|   | a | b | c | d | e | f | g | h |   |

FEN: R4b2/3p4/8/qN1Q1K2/k2p4/1n1n1p2/2N5/1r6
1. Sc7! ~ 2. Qb5#
1. ... Sbc5 2. Qa2#
1. ... Sdc5 2. Qc4#
1. ... Bc5 2. Qd7#